# Xuân Phương, Phú Bình
Xuân Phương là một xã thuộc huyện Phú Bình, tỉnh Thái Nguyên, Việt Nam.

## Địa lý
Xã Xuân Phương nằm ở phía nam huyện Phú Bình, có vị trí địa lý:
- Phía đông giáp thị trấn Hương Sơn
- Phía đông giáp xã Nhã Lộng và xã Úc Kỳ
- Phía nam giáp xã Nga My
- Phía bắc giáp xã Bảo Lý và xã Tân Kim.

Xã Xuân Phương có diện tích 7,38 km², dân số năm 1999 là 7.249 người, mật độ dân số đạt 982 người/km².
Quốc lộ 37 chạy qua địa bàn xã. Sông Cầu tạo thành ranh giới tự nhiên phía tây của xã và hệ thống sông Máng, một kênh tưới tiêu nhân tạo được xây dựng từ thời Pháp thuộc cũng chảy qua địa bàn xã.

## Hành chính
Xã Xuân Phương được chia thành 14 xóm: Kiều Chính, Thi Đua, Quang Trung, Hòa Bình, Thắng Lợi, Đoàn Kết, Hạnh Phúc, Tân Sơn 8, Tân Sơn 9, Hin, Núi, Giữa, Ngoài, Khang.

## Di tích
Trên địa bàn xã Xuân Phương có đình Phương Độ và đình Xuân La (cùng niên đại) thờ Thành hoàng Cao Sơn Quý Minh Đại vương – tức Dương Tự Minh là vị Phò mã triều Lý, người có công lớn trong việc giữ gìn đất nước và phát triển kinh tế phủ Phú Lương.